# Kachaber Aladaszwili
Kachaber (Kacha) Aladaszwili, gruz. კახაბერ (კახა) ალადაშვილი (ur. 11 sierpnia 1983 w Tbilisi) – gruziński piłkarz, grający na pozycji prawego obrońcy, reprezentant Gruzji.

## Kariera piłkarska

### Kariera klubowa
W 1999 rozpoczął karierę piłkarską w Gorda Rustawi. W 2003 przeszedł najpierw do klubu Sioni Bolnisi, a potem przez Spartaki Tbilisi do Dinamo Tbilisi. Po udanych występach w młodzieżowej reprezentacji Gruzji został zauważony przez skautów Dynama Kijów, z którym w 2006 podpisał kontrakt. Jednak nie potrafił zagrać w podstawowym składzie Dynama i był ciągle wypożyczony do klubów Dnipro Dniepropietrowsk, Zakarpattia Użhorod, FK Charków. Zimą 2009 przeszedł do rosyjskiego drugoligowego klubu Anży Machaczkała. Od 2010 bronił barw SK Zestaponi.

### Kariera reprezentacyjna
Występował najpierw w młodzieżowej reprezentacji Gruzji. Podczas meczu młodzieżowej reprezentacji Gruzji z Ukrainą, przegranym 0:6, plunął w sędziego, za co otrzymał dyskwalifikację przez UEFA na pół roku. W latach 2005–2006 reprezentant Gruzji. Łącznie rozegrał 5 gier reprezentacyjnych.